# Terminalia fitzgeraldii
Terminalia fitzgeraldii är en tvåhjärtbladig växtart som beskrevs av Charles Austin Gardner. Terminalia fitzgeraldii ingår i släktet Terminalia och familjen Combretaceae. Inga underarter finns listade i Catalogue of Life.